# Madame Brouette
Madame Brouette és una pel·lícula franco-canadenco-senegalesa dirigida per Moussa Sène Absa, estrenada l'any 2004. Ha estat doblada al català.

## Argument
Mati, anomenada « Madame Brouette », decideix abandonar el seu marit per portar una vida solitària. Cau un dia enamorada de Naago, un policia. Poc després, un matí, un home armat entra a  la casa i dispara. Mortalment tocat, l'home s'enfonsa davant la porta. Sorprenentment, Mati confessa ser culpable.

## Repartiment
- Aboubacar Sadikh Bâ: Naago
- Ousseynou Diop: el comissari de policia
- Rokhaya Niang: Mati
- Kadiatou Sy: Ndaxté
- Ndèye Seneba Seck: Ndèye
- Akéla Sagna: London Pipe
- Papa/Papa Mboup: El Griot